# مصطفى المسناوي
مصطفى المسناوي (1953 - 2015) هو ناقد وكاتب مغربي

## مسيرته
ولد مصطفى المسناوي سنة 1953 بمدينة الدار البيضاء، حيث التحق بكلية الآداب والعلوم الإنسانية بالرباط. في 16 ديسمبر 1974 تعرض للاعتقال في قضية سياسية ثم أطلق سراحه في ديسمبر 1976. حصل على الإجازة في الفلسفة سنة 1977 ثم على دبلوم الدراسات المعمقة، ليشتغل لاحقا بكلية الآداب والعلوم الإنسانية بالدار البيضاء.
سنة 1973 انضم إلى اتحاد كتاب المغرب كما ساهم في تحرير مجلة «الثقافة الجديدة»، ثم عمل مديراً لجريدة «الجامعة» ومجلة «بيت الحكمة» المختصة في الترجمة. توزعت أعماله بين القصة القصيرة والترجمة الفرنسية والإسبانية.

## أعماله
له عمل قصصي ومؤلفان مترجمان:
- طارق الذي لم يفتح الأندلس: قصص، بيروت، المؤسسة العربية للدراسات والنشر، 1976.
- المنهجية في علم اجتماع الأدب/ لوسيان غولدمان، ترجمة مصطفى المسناوي. ط3. الدار البيضاء، د.ن، 1984.
- سوسيولوجيا الغزل العربي: الشعر العذري نموذجا/ الطاهر لبيب، ترجمة مصطفى المسناوي، الدار البيضاء، عيون المقالات، بيروت، دار الطليعة، 1987، 191ص. (العنوان الأصلي للكتاب:

```
- La poésie amoureuse des arabes: le cas des urdites: contribution à une sociologie de la littérature arabe, Alger ; SNED, 1974.)
```

كما له الدراستان التاليتان:
- يا أمة ضحكت، منشورات شراع، سلسلة كتاب الشهر.
- أبحاث في السينما المغربية، الرباط، منشورات الزمن، سلسلة كتاب الجيب.

## وفاته
توفي يوم الثلاثاء 17 نوفمبر 2015 بالقاهرة على هامش مهرجان القاهرة السينمائي الدولي، إثر أزمة قلبية.